# Teufen
Teufen é uma comuna da Suíça, no Cantão Appenzell Exterior, com cerca de 5.707 habitantes. Estende-se por uma área de 15,25 km², de densidade populacional de 374 hab/km². Confina com as seguintes comunas: Bühler, San Gallo (Sankt Gallen) (SG), Schlatt-Haslen (AI), Speicher, Stein. 
A língua oficial nesta comuna é o Alemão.